# Hampstead
Hampstead è un quartiere di Londra,  un'area ricca e benestante, situata a nord del centro storico della capitale inglese, a 6 km a nord-ovest di Charing Cross.
Parte del borgo londinese di Camden, è famosa per essere il sobborgo degli intellettuali, artisti, musicisti e scrittori. Hampstead è anche un polmone verde grazie al vasto parco Hampstead Heath, frequentato anche da Karl Marx. 
È in questo sobborgo che sono ubicate alcune delle ville più costose del mondo. Regolarmente, vi sono ville in vendita a più di 20 milioni di sterline (25 milioni di €). Non a caso, Hampstead conta più milionari di qualsiasi altra area d'Inghilterra.
In una villa di questo sobborgo ha trascorso l'ultimo anno di vita lo psicoanalista Sigmund Freud.

## Storia
I primi documenti di Hampstead possono essere trovati in una concessione del re Etelredo II d'Inghilterra al monastero di St. Peter's a Westminster (986 d.C.), ed è indicato nel Domesday Book (1086) come appartenente alla centena nel Middlesex di Ossulstone. 
Piccolo sobborgo alla fine del XIX secolo, Hampstead Garden Suburb è il risultato delle utopie urbane proprie della città post-liberale. Nasce nel 1905 da un progetto di Raymond Unwin e Barry Parker. Sulla base dell'esperienza di Ebenezer Howard (la città giardino), punta al superamento della teoria del 3º magnete. 
Hampstead segna il passaggio dalla Città giardino al Garden Suburb e, in essa, si configura l'ipotesi della crescita cellulare della città.
Il suburbio di Hampstead evidenzia e si basa su dei punti chiave della teoria di Unwin:
- Comfort abitativo
- Distanza calibrata dalla City (città principale)
- Alta qualità tecnico-progettuale
- Forme evocative della città antica

## Educazione
Hampstead ospita il campus londinese dell'ESCP Business School.